# Kanton Le Gosier-1
Kanton Le Gosier-1 was een kanton van het Franse departement Guadeloupe. Kanton Le Gosier-1 maakte deel uit van het arrondissement Pointe-à-Pitre en telde 8.817 inwoners (2007).
In 2015 werden de kantons Le Gosier-1 en Le Gosier-2 samengevoegd tot kanton Le Gosier.

## Gemeenten
Het kanton Le Gosier-1 omvatte de volgende gemeente:
- Le Gosier (deels)